# SV Voerendaal
SV Voerendaal, pełna nazwa Schaakvereniging Voerendaal – holenderski klub szachowy z siedzibą w Voerendaal, mistrz kraju z 2012 roku.

## Historia
Klub został założony w styczniu 1981 roku. W 1993 roku zespół awansował do Derde klasse (czwarty poziom), jednak spadł po roku gry. W 1996 roku klub powrócił do Derde klasse, dwa lata później ponownie spadł. Od sezonu 1999/2000 Voerendaal ponownie grał w czwartej lidze. W 2003 roku klub awansował do Tweede klasse, a w kolejnym roku uzyskał awans do drugiej ligi. W 2008 roku SV Voerendaal awansował do Meesterklasse. W sezonie 2008/2009 klub spadł z Meesterklasse. W kolejnym sezonie zespół uzyskał powrót do pierwszej ligi. W 2011 roku klub zajął drugie miejsce w Meesterklasse, ulegając jedynie HSG. Również w 2011 roku SV Voerendaal zadebiutował w Pucharze Europy. Zespół zajął wówczas 56. miejsce, po zwycięstwie nad Nidum Liberals, remisie z Haladásem VSE Szombathely i porażkach z A DAN DZO & PGMB Czernihów, Libertasem Nereto, White Rose Chess Club, ŠD Pomgrad i K41. W sezonie 2011/2012 klub zdobył mistrzostwo Holandii, wyprzedzając o pięć punktów kolejne w tabeli HMC Calder i De Stukkenjagers. Kadrę drużyny stanowili wówczas m.in. Konstantin Landa, Andriej Orłow, Feliks Lewin, Michaił Saltajew, Daniel Hausrath, Ali Bitalzadeh i Christof Sielecki. W 2013 roku zespół zajął trzecie miejsce w krajowych mistrzostwach, kończąc rozgrywki za SC En Passant i Schaakstad Apeldoorn. Klub następnie po raz drugi wystartował w Pucharze Europy. SV Voerendaal wygrał wówczas z SV Mülheim-Nord i White Knights Chess Club, zremisował z CE Monte-Carlo, a przegrał z Hapoelem Kefar Sawa, Edinburgh Chess Club, Adare Chess Club i Expikiem Prisztina, zajmując w klasyfikacji końcowej 42. pozycję. W 2014 roku klub był piąty w lidze, a w kolejnym spadł z ligi. W 2017 roku zespół powrócił do Meesterklasse. W sezonie 2017/2018 klub uzyskał szóstą pozycję w mistrzostwach kraju. Następnie SV Voerendaal wycofał się z ligowych rozgrywek.

## Arcymistrzowie w historii klubu
- Daniel Hausrath[23]
- Konstantin Landa[15]
- Feliks Lewin[24]
- Andriej Orłow[24]
- Michaił Saltajew[25]
- Gerhard Schebler[26]